# Sesarma ayatum
Sesarma ayatum is een krabbensoort uit de familie van de Sesarmidae. De wetenschappelijke naam van de soort is voor het eerst geldig gepubliceerd in 1998 door Schubart, Reimer & Diesel.